# Marie-Hélène Syre
Marie-Hélène Syre, née le 5 mars 1958 à Rouen, est une cavalière de dressage. 

## Palmarès
- Championne de France de dressage en 1997 avec Marlon
- 1995 : médaille de bronze par équipe aux Championnats d'Europe de dressage
- 1996 : 4e par équipe aux Jeux olympiques d'Atlanta avec Marlon